# Cantone di Douai-Sud
Il Cantone di Douai-Sud era una divisione amministrativa dell'arrondissement di Douai.
È stato soppresso a seguito della riforma complessiva dei cantoni del 2014, che è entrata in vigore con le elezioni dipartimentali del 2015.
Comprendeva parte della città di Douai e i comuni di:
- Aniche
- Auberchicourt
- Dechy
- Écaillon
- Férin
- Guesnain
- Lewarde
- Loffre
- Masny
- Montigny-en-Ostrevent
- Roucourt